# Kovách Géza
Kovách Géza, álnevei: Szejkei Gábor, Zilahi Géza (Székelyudvarhely, 1925. december 22. – Arad, 2004. október 10.) történész, néprajzkutató, közíró.

## Életútja
Középiskolát a zilahi Wesselényi Kollégiumban végzett (1944), a Bolyai Tudományegyetemen történelem-néprajz szakos diplomát szerzett (1948). Egyetemi gyakornok Gunda Béla, majd tanársegéd Jakó Zsigmond mellett (1948-51), Aradra költözve a 3. számú középiskola tanára.
Tudományos és népszerűsítő cikkeit, tanulmányait a Korunk, NyIrK, Könyvtári Szemle, Művelődés, Studii și Materiale de Istorie Medie, Ziridava, Porolissum, Catedra, Revista de Istorie, Forschungen zur Volks- und Landeskunde hasábjain közölte, egy-egy értekezése a budapesti Agrártörténeti Szemle, Ethnographia, Confessio és a debreceni Múzeumi Kurír hasábjain is megjelent. Az Utunk, A Hét, Dolgozó Nő, Tanügyi Újság, Falvak Dolgozó Népe, Vörös Lobogó, Flacăra Roșie, Unirea, Szabad Szó, Megyei Tükör, Karpathen Rundschau, Brassói Lapok, Neue Banater Zeitung, Ifjúmunkás és Fáklya munkatársa.
Széles érdeklődési köre főleg a történelem és néprajz területére terjed ki, de hozzászól időszerű tanügyi, irodalmi, társadalmi kérdésekhez is. Néprajzi témái: a szilágysági népi űrmértékek, régi aradi mértékegységek, falusi mesterségek és területmérési rendszerek Arad megyében, sószállítás a Marosonn. Történettudományi munkássága átfogja a középkortól a jelenkorig terjedő szakaszt, s különösen a céhtörténet, az agrártörténet, paraszttörténet és parasztmozgalmak területét. Glück Jenővel és Egon Dörnerrel közösen közölt tanulmányt az 1514-es Dózsa-felkelés Arad vidéki összefüggéseiről, s levéltári kutatásai alapján számos dolgozata jelent meg Arad város és megye helytörténetéről. Új eredményeket ért el az Arad vidéki munkásmozgalom kutatásában is. A Kriterion 1848 – Arcok, eszmék, tettek c. kötetében (1974) is közölt tanulmányt: Avram Iancu és 1848 tanulságai címmel.
Novellával szerepelt a temesvári Lépcsők c. antológiában (1977). Több román történelmi tankönyv fordítója.
Összeállításában jelent meg az Erdélyi jobbágyok panaszlevelei c. Téka-kötet (1971), a Magyar történetírók Avram Iancuról c. tanulmánygyűjtemény (1972) s egy válogatás Márki Sándor írásaiból Népek közeledése c. alatt (Testamentum, 1976).
Legújabban az 1514-es parasztfelkelés erdélyi eseményeiről jelent meg tanulmánya a temesvári Ezredvég hasábjain (1990), közzétette Kálmány Lajos leveleit az aradi Havi Szemlében (1990) s mint a Kőrösi Műhely munkatársa az aradi középkori latin írásbeliséggel s Arad és Csanád megye ama állásfoglalásával foglalkozik, melyben tiltakoznak Kossuth Lajos Törvényhatósági Tudósításainak betiltása ellen (1990). Elkészítette Arad megye létező és eltűnt településeinek helytörténeti repertóriumát (kéziratban).

## Önálló kötetei
- A zilahi céhek története (1958)
- Răspîndirea meșteșugurilor în comunele comitatului Arad în secolele XVII-XIX-lea (Arad 1974)
- Ahol Dózsa és Horea hadai jártak (1976)
- Aradul – permanențe în istoria patriei (középkori rész, Arad, 1978)
- A céhes élet Erdélyben (Binder Pállal, 1981)
- Pécska - Fejezetek a Pécska nagyközség történetéből, 1995
- Kisiratos - Történelmi áttekintés. Kisiratos-Arad, 2004